# Gisy-les-Nobles
Gisy-les-Nobles là một xã của Pháp,tọa lạc ở tỉnh Yonne trong vùng Bourgogne. Xã này có diện tích 10,91 km2, dân số năm 1999 là 498 người.

## Thông tin nhân khẩu
| Năm | 1962 | 1968 | 1975 | 1982 | 1990 | 1999 |
| --- | ---- | ---- | ---- | ---- | ---- | ---- |
| Dân số | 260  | 299  | 324  | 348  | 386  | 498  |
| From the year 1962 on: No double counting—residents of multiple communes (e.g. students and military personnel) are counted only once. |      |      |      |      |      |      |